# Municipio de Acateno
El municipio de Acateno se encuentra localizado en el noreste del estado de Puebla, al oriente de la República Mexicana. Su nombre oficial es el de Acateno y el nombre de su cabecera municipal es San José Acateno. Colinda al norte con el municipio de Papantla, al este con Tlapacoyan y Martinez de la Torre del estado de Veracruz, y al sur y al este con el municipio de Hueytamalco.

## Toponimia
El nombre de Acateno viene del náhuatl acatl, que significa "carrizo", tentli, que significa "orilla" y ohtli, que significa camino; es decir, en conjunto significa "Carrizo a la orilla del camino".

## Historia
Fue sometido a la Triple Alianza (México-Texcoco-Tlacopan), este asentamiento de grupos Totonacas y Nahuas, se establecieron en el lugar. En el siglo XIX perteneció al antiguo Distrito de Teziutlán y en el año de 1895 es constituido como municipio libre siendo su cabecera municipal el pueblo de "San José Acateno".

## Personajes ilustres
- José Ortiz Petricioli- Periodista.
- Manuel Erasto Patiño- Murió en la casa de los hermanos Serdán. Revolucionario.
- Marcelo Pancardo- Compositor

## Delimitación
Limita al norte con el municipio de Papantla, Veracruz, al sur con el municipio de Hueytamalco, Puebla y Tlapacoyan , Veracruz, al oriente con el municipio de Hueytamalco y al poniente con los municipios de Martínez de la Torre, Veracruz y Tlapacoyan, Veracruz .
| Noroeste: Hueytamalco y Papantla | Norte: Papantla               | Noreste: Papantla y Martínez de la Torre |
| Oeste: Hueytamalco               |                               | Este: Martínez de la Torre y Tlapacoyan  |
| Suroeste Hueytamalco             | Sur: Hueytamalco y Tlapacoyan | Sureste: Hueytamalco y Tlapacoyan        |

## Orografía
El municipio se localiza en la porción oriental del declive del golfo, declive septentrional de la sierra norte hacia la llanura costera del Golfo de México, y se caracteriza por sus numerosas chimeneas volcánicas y lomas aisladas. El municipio presenta un relieve accidentado y general: al sureste se alza una sierra que se divide formando dos largas sierras bajas que recorre de sur a norte el territorio; la primera cruza el oriente y se alza aproximadamente 100 m con respecto al sur del valle, mide más de 13 kilómetros y culmina con una serie de cerros como el guarache, la bandera y el brazo seco. La segunda cruza la porción central y termina al sur de la localidad de San José Acateno; mide aproximadamente 6 km y culmina en cerros como el Tepalcachi y Acateno. Al extremo noreste la topografía es plana en tanto que al centro Oeste se levanta una extensa aunque irregular mesa. Por último al sureste y noroeste, se alzan numerosos cerros y lomas aisladas de baja altura. El municipio presenta una tendencia a declinar a partir del centro hacia el Oriente y hacia al Poniente, oscilando su altura entre 90 y 360 m s. n. m.

## Hidrografía
Acateno pertenece a la vertiente septentrional del estado de Puebla, formada por las distintas cuencas parciales de los ríos que desembocan en el Golfo de México y que se caracteriza por sus ríos jóvenes e impetuosos, con una gran cantidad de caídas. 
El municipio es recorrido por varios ríos permanentes que cruzan en su mayoría el territorio de sur a norte; destacan los siguientes: El río Cedro Viejo, que baña el Occidente y durante más de 15 kilómetros sirve de límite con Hueytamalco; antes de salir del municipio se une al Mixiate y forman el Jaloapan, afluente del Tecolutla, el cual desemboca en el Golfo de México. Los ríos Solteros, Tlacuilolapan y Arroyo Blanco, recorren la porción central del sur al norte, uniéndose posteriormente ya fuera del Estado y desembocar en una laguna intermitente cercana a la costa. 
El río Chichicapan se origina en la porción noroccidental y se une ya muy cerca de su desembocadura en el mar, al Tecolutla. Por último el río el Potrero que se origina al noreste y desemboca en el Estero Tras Bocas, en el estado de Veracruz.

## Clima
| Parámetros climáticos promedio de San José Acateno                                                     | Parámetros climáticos promedio de San José Acateno | Parámetros climáticos promedio de San José Acateno | Parámetros climáticos promedio de San José Acateno | Parámetros climáticos promedio de San José Acateno | Parámetros climáticos promedio de San José Acateno | Parámetros climáticos promedio de San José Acateno | Parámetros climáticos promedio de San José Acateno | Parámetros climáticos promedio de San José Acateno | Parámetros climáticos promedio de San José Acateno | Parámetros climáticos promedio de San José Acateno | Parámetros climáticos promedio de San José Acateno | Parámetros climáticos promedio de San José Acateno | Parámetros climáticos promedio de San José Acateno |
| Mes | Ene.                                               | Feb.                                               | Mar.                                               | Abr.                                               | May.                                               | Jun.                                               | Jul.                                               | Ago.                                               | Sep.                                               | Oct.                                               | Nov.                                               | Dic.                                               | Anual                                              |
| --- | -------------------------------------------------- | -------------------------------------------------- | -------------------------------------------------- | -------------------------------------------------- | -------------------------------------------------- | -------------------------------------------------- | -------------------------------------------------- | -------------------------------------------------- | -------------------------------------------------- | -------------------------------------------------- | -------------------------------------------------- | -------------------------------------------------- | -------------------------------------------------- |
| Temp. máx. media (°C)                                                                                  | 23.9                                               | 25.3                                               | 27.5                                               | 31.0                                               | 32.9                                               | 33.0                                               | 32.3                                               | 32.9                                               | 31.6                                               | 29.9                                               | 27.2                                               | 24.7                                               | 27.0                                               |
| Temp. mín. media (°C)                                                                                  | 14.1                                               | 15.1                                               | 16.8                                               | 19.4                                               | 20.5                                               | 21.0                                               | 20.6                                               | 20.8                                               | 20.4                                               | 18.9                                               | 16.8                                               | 14.9                                               | 19.0                                               |
| Precipitación total (mm)                                                                               | 62.0                                               | 60.1                                               | 57.2                                               | 77.5                                               | 102.3                                              | 169.8                                              | 148.7                                              | 179.5                                              | 272.1                                              | 164.5                                              | 124.9                                              | 90.1                                               | 125.6                                              |
| Fuente: CLIMA: SAN JOSÉ ACATENO, San José Acateno, Puebla, México, Normales Climatológicas 1981 - 2010 |                                                    |                                                    |                                                    |                                                    |                                                    |                                                    |                                                    |                                                    |                                                    |                                                    |                                                    |                                                    |                                                    |

## Población
Acateno cuenta con una población de 8916 habitantes, de acuerdo al II conteo de Población y Vivienda, INEGI, 2010.

## Localidades
Las principales localidades de Acateno están distribuidas en 13 inspectorías municipales.
Lista de localidades en el municipio de Acateno
| Anáhuac      | Arenales          | Arizona                 | Arroyo Blanco                       | Atalpa                        | Ayones                             | Ayoteaco                          | Bienvenido (La Pileta)                   | Buenos Aires | Cantarranas             |
| Cedro Viejo  | Cerro de Acateno  | Chichicazapan           | Coapal Chico                        | Coapal Grande                 | Cojolites                          | Colonia Nueva Amanecer            | Copales                                  | Coyoles      | Coyoles de la Vega      |
| Dos Arroyos  | Dos Caminos       | Ejido Ampliación Tilapa | Ejido Copalillo (Topila Palo Gacho) | Ejido Insurgentes Socialistas | Ejido Palo Gacho                   | El Aguacate                       | El Águila                                | El Carmen    | El Fortín               |
| El Girasol   | El Guayabal       | El Huarache             | El Ocotillo                         | El Palenque                   | El Recuerdo (La Huastequilla)      | El Reparo                         | El Tamarindo                             | El Uvero     | Jiliapan                |
| La Cantina   | La Cárcel         | La Esperanza            | La Fábrica                          | La Higuera                    | La Laja                            | La Nueva Esperanza (Plácido Ríos) | La Palma                                 | La Poderosa  | La Purísima             |
| La Reforma   | La Soledad        | Loma de la Cruz         | Monte Limpio                        | Mundo Nuevo                   | Palmartepec (Cerro de Palmartepec) | Palo Gacho                        | Plan de María                            | Rancho Nuevo | Río Verde               |
| Saltillo     | San José Acateno  | San Manuel              | Santa Cruz Buenavista               | Santa Elvira                  | Solteros                           | Tepalcatzin                       | Tierra Nueva (Ejido de San José Acateno) | Tonalapa     | Tres Marías (Corralejo) |
| Tzontecomapa | Valle de San Luis | Valsequillo             | Zanja Mala                          | Zanzontla                     | Zonquimixtla                       |                                   |                                          |              |                         |

### Localidades más pobladas
En el municipio se encuentran un total de 40 localidades, las principales y su población en 2020 son las siguientes:
| Localidad                                | Población |
| Total Municipio                          | 9,170     |
| San José Acateno                         | 3,651     |
| Jiliapan                                 | 770       |
| Ejido Palo Gacho                         | 445       |
| Tierra Nueva (Ejido de San José Acateno) | 440       |
| Dos Aguas                                | 290       |

## Economía
La principal actividad económica en el municipio es la agricultura, en su mayoría el cultivo de cítricos.
Naranja,                              Café,                                                            Plátano,                        
Limón,                                   
Piña,   
Chile,
Maíz,         
Tomate,  
Frijol.
Otro sector de gran impacto es la ganadería, se cría ganado bovino, porcino, equino, caprino, asnal y mular, así como aves de corral.

## Cultura

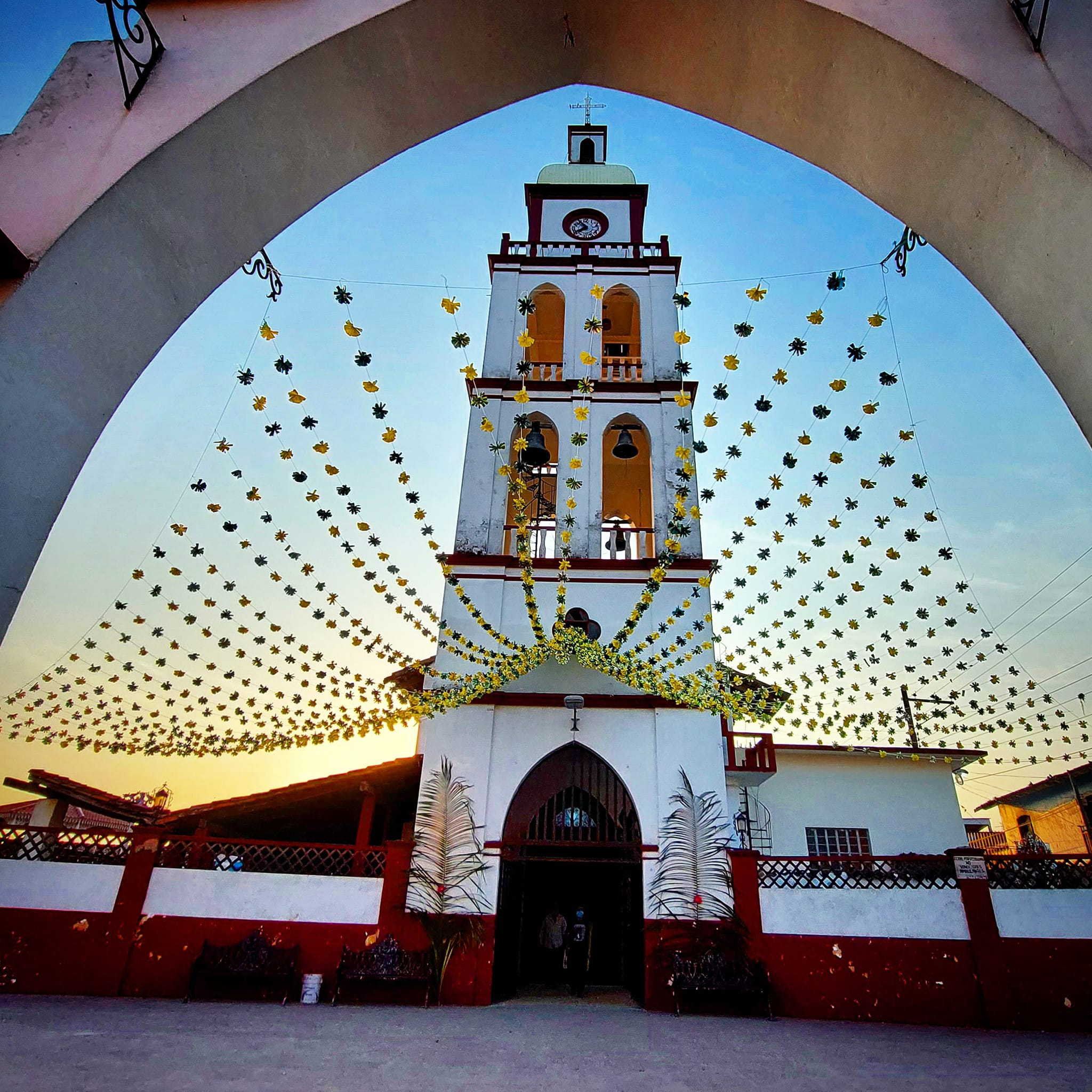
Parroquia del señor San José

### Iglesia de San José
El principal monumento histórico de Acateno es el templo de San José (siglo XVI) ubicado en la cabecera municipal.

### Palacio Municipal
El palacio municipal se encuentra sobre  la calle Cuauhtémoc de la manzana principal del centro, dentro de éste se encuentra exhibido un mural en donde resalta la riqueza natural y cultural que caracteriza al municipio.

### Feria de la Naranja
La fiesta patronal es el 19 de marzo en honor a San José, a esta celebración también se le denomina feria de la naranja, siendo la única en la región de su tipo en la región socioeconómica de Teziutlán.

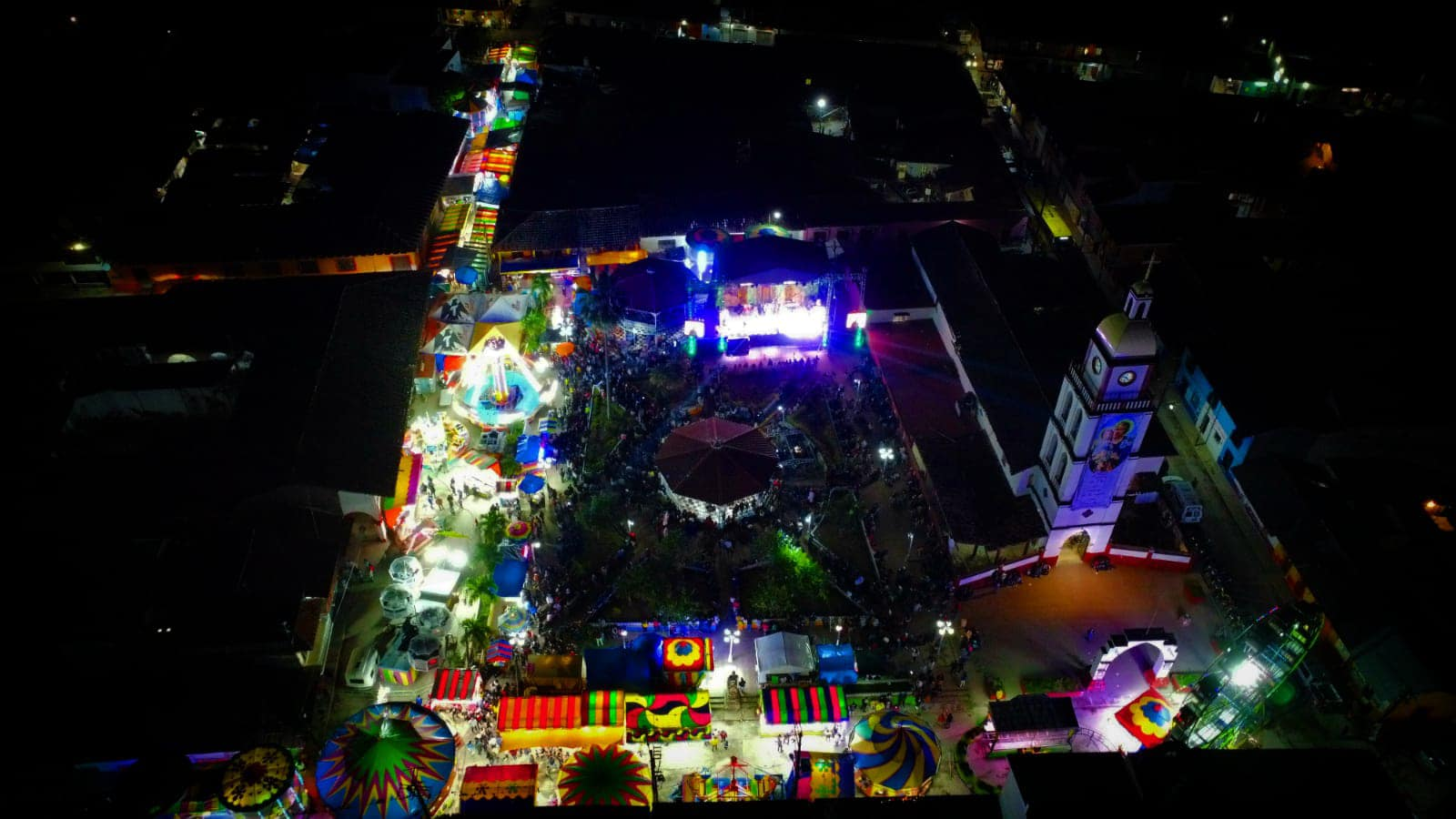

### Las Torres
Existen vestigios arqueológicos de las pirámides denominadas "Las Torres" en la localidad de Jiliapan.

### Pinturas Rupestres
Pinturas rupestres en cuevas cerca del río Tlacuilolapan.

## Política

### Gobernantes
| Nombre del presidente municipal | Mandato   |
| ------------------------------- | --------- |
| Antonio Méndez                  | 1939-1942 |
| Ambrosio Morgado                | 1942-1943 |
| Rafael Herrera Cortés           | 1943-1946 |
| Primitivo Rodríguez             | 1947-1948 |
| Vicente Pérez                   | 1948-1950 |
| Primitivo González              | 1950-1951 |
| Agustín Torre Casaza            | 1951-1953 |
| Antonio Méndez González         | 1953-1954 |
| Hesiquio González Fernández     | 1954-1956 |
| Miguel Torre Casaza             | 1956-1960 |
| Miguel Rendón Flores            | 1960-1963 |
| Nicolás Cotero Morales          | 1963-1966 |
| Mauricio Flores Guerrero        | 1966-1969 |
| Eulalio Ricaño Hernández        | 1969-1972 |
| Adolfo Torre Leal               | 1972-1975 |
| Martín Rivera Loranca           | 1975-1978 |
| Guarino Lezama Ochoa            | 1978-1979 |
| Bernardo Vázquez López          | 1979-1981 |
| Moisés Torres Santiesteban      | 1981-1984 |
| Gerardo González Méndez         | 1984-1987 |
| Romualdo Aguilera Luna          | 1987-1990 |
| Blas Sánchez Rodríguez          | 1990-1993 |
| Juan Rodríguez Méndez           | 1993-1996 |
| Adolfo Torre Leal               | 1996-1999 |
| José Bando Martínez             | 1999-2001 |
| Andrés Flores Macín             | 2002-2005 |
| Nahum Alvarado Alonso           | 2005-2008 |
| Gilberto Ramírez Casanova       | 2008-2011 |
| Nahúm González Méndez           | 2011-2014 |
| Julio Cesar Cabañas Méndez      | 2014-2018 |
| Edgar de Jesús Murrieta Navarro | 2018-2021 |
| Juan Cruz Bello                 | 2021-2024 |
| Diego Torre Osorio              | 2024-2027 |